# Fissistigma hypoglaucum
Fissistigma hypoglaucum är en kirimojaväxtart som först beskrevs av Friedrich Anton Wilhelm Miquel, och fick sitt nu gällande namn av Elmer Drew Merrill. Fissistigma hypoglaucum ingår i släktet Fissistigma och familjen kirimojaväxter. Inga underarter finns listade i Catalogue of Life.